# Aeródromo Víctor Lafón

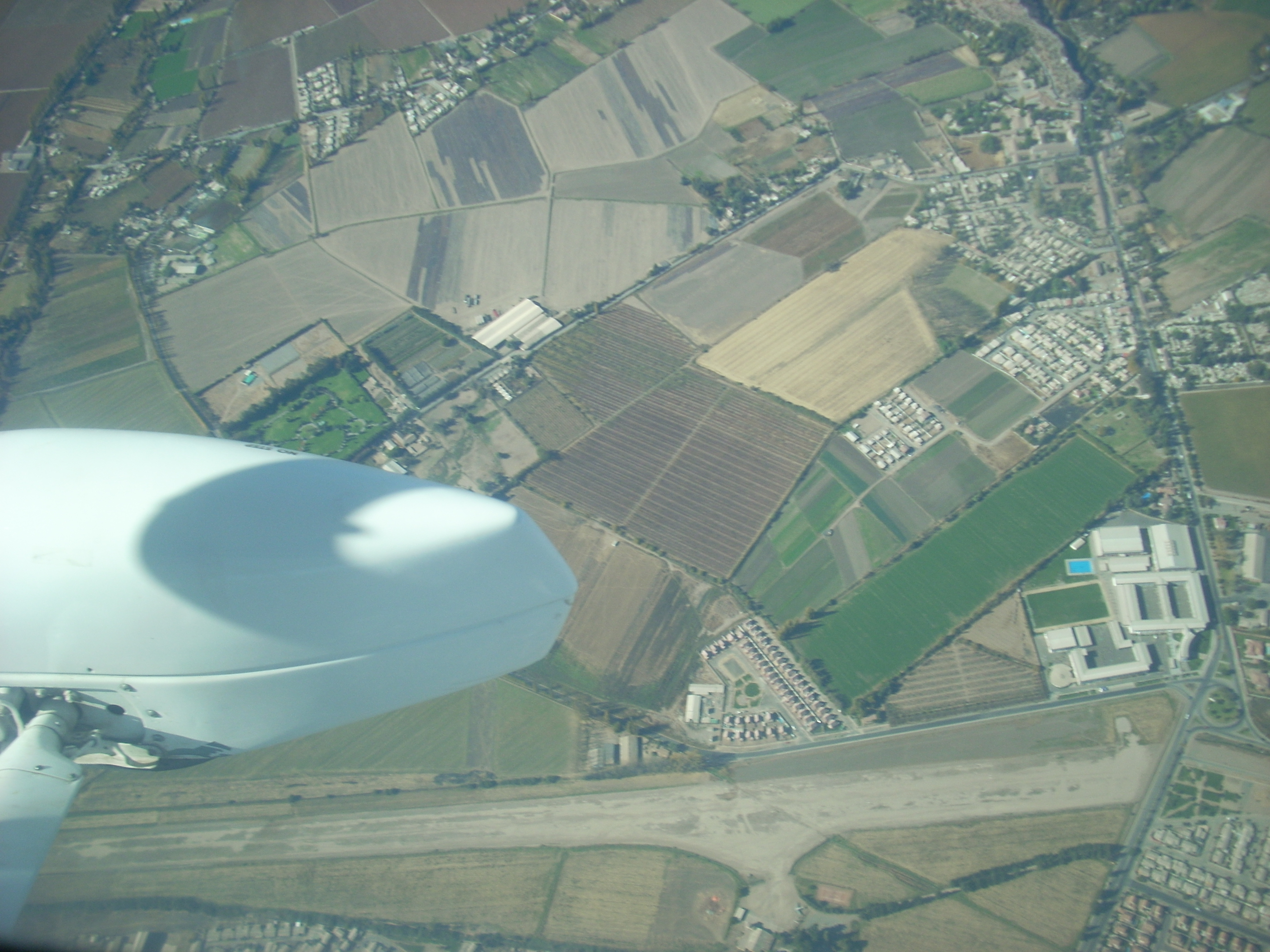
Vista aérea del Aeródromo Víctor Lafón de tierra y partes de la ciudad de San Felipe a bordo de un Cessna 172.

El aeródromo Víctor Lafón (OACI: SCSF) se encuentra ubicado en la ciudad de San Felipe en la Región de Valparaíso en la República de Chile.
La parte central del aeródromo se encuentra ubicado en las coordenadas 33º 44' 42 S, 70º 42' 15 W. La pista es de 1050 m de largo por 30 m de ancho, su superficie es asfalto y la orientación magnética es 33/15.
Este aeródromo es de carácter público. Aquí se encuentran las instalaciones del club aéreo de San Felipe, en dónde se imparte el curso de piloto privado de avión.